# Tobey Maguire
Tobias Vincent Maguire (Santa Monica, Kalifornija, 27. lipnja 1975.), američki filmski glumac.
Roditelji su mu Vincent Maguire i Wendy Brown. Pripada među najpoznatije Hollywoodske glumce današnjice.
Svoju karijeru započinje još kao tinejdžer. Pojavio se u mnoštvo reklama, televizijskih te filmskih uloga. Otišao je na audiciju za ulogu u seriji "Parenthood", gdje je upoznao svog najboljeg prijatelja glumca Leonarda DiCapria (DiCaprio je dobio ulogu iako se Maguire trebao pojaviti kao gost u nekoliko nadolazećih epizoda).
Maguire je najbolje poznat po ulozi Spider-Mana, tj. Petera Parkera, u filmovima Spider-Man, Spider-Man 2 i Spider-Man 3.

## Nagrade i nominacije
- Osvojio s filmom Pleasantville nagradu Saturn u kategoriji najbolje izvedbe mladog glumca/glumice.
- Dobitnik nagrade Saturn u kategoriji najboljeg glumca (na filmu), za film Spider-Man 2 iz 2004. godine.